# Anticato
L'Anticato (Anticatone) era un'opera in latino in due libri, oggi perduta, scritta nell'agosto del 45 a.C. da Gaio Giulio Cesare contro la memoria di Marco Porcio Catone Uticense.

## Storia
Catone era morto suicida a Utica nel 46 a.C. dopo la sconfitta delle truppe dei pompeiani da parte dello stesso Cesare: considerato il più strenuo difensore della res publica, Catone aveva scelto di darsi la morte per non dover assistere al trionfo di Cesare. Si erano dunque susseguite, nei mesi successivi, numerose opere contenenti le lodi dello stoico martire repubblicano; si trattava di scritti a carattere marcatamente politico, tesi a sottolineare l'opposizione degli optimates alla politica cesariana.
Tra le opere, a riscuotere il maggior successo fu una Laus Catonis redatta, nell'aprile del 46 a.C., da Marco Tullio Cicerone su sollecitazione di Marco Giunio Bruto, parente stretto di Catone e pupillo di Cesare. Riguardo alla sua stessa opera, Cicerone scrisse poco più tardi:
(Cicerone, Orator, 35.)
Il tono di giustificazione con cui Cicerone tentò di celare il significato politico del suo scritto era indubbiamente volto a guadagnare la benevolenza di Cesare, che aveva particolarmente caro Bruto. Quando Cesare, il 25 luglio del 46 a.C. ritornò a Roma dall'Africa, il libello di Cicerone era probabilmente già entrato ampiamente in circolazione, e Cesare, mentre era impegnato, nel 45 a.C., nella campagna di Spagna che si sarebbe conclusa con la battaglia di Munda, decise di scrivere un'opera in risposta.

## La prima opera cesariana
La prima opera in risposta alla Laus Catonis ciceroniana fu uno scritto redatto, su ordine di Cesare, dal luogotenente Aulo Irzio: l'opera, di cui Cicerone parla in una lettera scritta all'amico Attico il 9 maggio del 45 a.C., denigrava la figura di Catone, risparmiando dalle critiche e, invece, elogiando quella dello stesso Cicerone. Nello stesso periodo, anche Bruto, per ragioni ignote, pubblicò un suo scritto in lode di Catone, e Cesare, dalla Spagna, fece pervenire un suo primo giudizio su entrambe le laudes. Pur facendosi beffe di entrambi gli autori, Cesare continuò nel suo scritto ad elogiare Cicerone, in modo da ottenerne l'appoggio: l'oratore, infatti, non aveva gradito l'opera di Bruto, che aveva attribuito a Catone il merito di aver soffocato la congiura di Catilina.

## La seconda opera
Simile fu l'orientamento dell'Anticato, che Cesare pubblicò nell'agosto del 45 a.C.: di esso non ci rimane alcun frammento, ma lo stesso Cicerone scrisse di averlo grandemente apprezzato, nonostante Cesare lo avesse scritto in tempo di guerra. Nell'opera Cesare rispondeva a ciascuno degli argomenti utilizzati in lode di Catone da Cicerone, come si trattasse di uno scontro oratorio o di una "replica dinanzi a un tribunale". Particolare fu l'uso che Cesare fece dell'ironia, asserendo, seppur indirettamente, che Cicerone avesse adottato nella sua Laus un procedimento, quello di innalzare un uomo al livello divino, proprio della filosofia epicurea, che lo stesso Cicerone, così come Catone e buona parte della società romana, disprezzava, a differenza di Cesare. Altrettanto ironiche erano le parole con cui Cesare invitava i lettori a non giudicare con troppa severità il suo stile di scrittura, volutamente agile e scarno: ad esse Cicerone rispose lodando l'intero corpus delle opere di Cesare nel Brutus.